# 科学基礎論研究
『科学基礎論研究』（かがくきそろんけんきゅう）は、科学基礎論学会が発行している学術雑誌。科学の基礎的側面に関わる話題を取り扱う。
1954年、物理学者の湯川秀樹、数学者の末綱恕一、心理学者の高木貞二、また哲学者で科学史家の下村寅太郎、といった人々の協力の下で創刊された。以後、年二回のペースで刊行されている。2009年7月25日、創刊号から2007年度分までのコンテンツがJournal@rchiveで全文無料公開されるようになった。